# Guadalquivir
Pour les articles homonymes, voir Tartessos (homonymie), Baetis (homonymie) et Betis.
Le Guadalquivir est un fleuve espagnol qui se jette dans l'océan Atlantique, à l'ouest du détroit de Gibraltar. Anciennement appelé Tartessos puis Baetis (ou Betis), son nom actuel dérive de l'arabe al-wādi el-kabīr (الوادي الكبير, le grand fleuve).

## Géographie
Avec ses 657 km de long, il est le 5e fleuve de la péninsule Ibérique. Il draine un bassin de près de 58 000 km2. 
Il prend sa source dans la Sierra de Cazorla puis passe par la vallée du Guadalquivir, également appelée dépression bétique avant de traverser Cordoue. Vers le milieu de son parcours, il traverse une région peuplée et fertile au pied de la Sierra Morena où il est utilisé pour l´irrigation. Il passe ensuite à Séville où il est dévié à l'ouest de la ville pour éviter que les graves inondations du XIXe siècle ne se répètent. Par la suite, sur les quelques kilomètres qui séparent Coria del Río de l´estuaire, le Guadalquivir traverse une région marécageuse appelée Las Marismas (littéralement les marais), appartenant au Parc national Doñana. Il se jette dans l'océan Atlantique à Almonte et Sanlúcar de Barrameda.

### Communes traversées
- Province de Jaén :
  - Mengíbar, Villanueva de la Reina, Andújar, Marmolejo, Santo Tomé ;
- Province de Cordoue :
  - Villa del Río, Montoro, El Carpio, Cordoue, Palma del Río ;
- Province de Séville :
  - Peñaflor, Lora del Río, Villaverde del Río, Brenes, Alcalá del Río, La Rinconada, La Algaba, Camas, Séville, San Juan de Aznalfarache, Gelves, Coria del Río, La Puebla del Río ;
- Province de Huelva:
  - Almonte;
- Province de Cadix :
  - Sanlúcar de Barrameda, Trebujena.

#### Traversée de Séville
Jusqu'au début du XXe siècle, le Guadalquivir, venant du nord, traversait Séville et décrivait à la sortie de la ville, au sud, un méandre très marqué vers l'ouest qui rendait difficile le trafic fluvial en provenance de l'océan Atlantique. Entre 1903 et 1951, selon deux projets appelés Plan Moliní et  Plan Brackenbury, des modifications furent effectuées afin de simplifier l'accès des navires au port fluvial et d'éviter les importantes inondations qui touchaient régulièrement la ville. Le canal Alphonse-XIII fut creusé, créant une ligne droite entre les deux extrémités du méandre. Un deuxième canal (la Corta de Cartuja) fut creusé entre la rive concave amont du méandre et le Guadalquivir au nord de la ville, au lieu-dit San Jerónimo : le fleuve fut ainsi dévié dans le canal, à l'ouest de la ville. Le lit originel du fleuve, passant au milieu de Séville, fut de plus obstrué à deux autres endroits. Ces aménagements, complétés par la création d'une écluse à l'extrémité aval du canal Alphonse-XIII en 1951, transformèrent ce qui restait du lit originel du fleuve, situé entre le nord de Triana et l'écluse, en une darse qui reprit le nom de canal Alphonse-XIII. Dans le cadre de la préparation de l'Exposition universelle de 1992, la darse fut prolongée sur plusieurs centaines de mètres en direction du nord en suivant le cours historique du Guadalquivir, lui permettant de longer le parc de l'exposition,,.

### Organisme gestionnaire
L'Organisme gestionnaire est la Confederación Hidrográfica del Guadalquivir (es)

## Affluents

### Rive gauche
Guadiana Menor, Guadalbullón, qui passe à Jaén, Guadajoz, Genil (principal affluent, amenant au fleuve un débit supplémentaire de 33 m3/s), Corbones, Guadaíra (qui passe à Alcalá de Guadaíra et Séville).

### Rive droite
Guadalimar, Jándula, Yeguas, Guadalmellato, Guadiato, Bembézar, Viar, Rivera de Huelva, Guadiamar.

## Histoire
Du temps de la civilisation de Tartessos, il était appelé Tartessos,. 
À l'époque romaine, il était connu sous le nom de Baetis, ou Betis, du nom de la province Bétique qui correspond aujourd'hui à l'Andalousie.
Le nom de Guadalquivir provient de l'arabe al-wadi al-Kabir (الوادي الكبير), « le grand fleuve ». 
La déforestation ancienne de l'Espagne et la dégradation des sols a entraïné une arrivée de plus en plus rapide et brutale des eaux dans le fleuve. En février 1963, son débit maximal a atteint 5 300 m3/s à Cordoue et 6 700 m3/s à Séville. D'ailleurs, de nombreuses crues ont inondé Séville, motivant en 1948 la déviation du fleuve vers l'ouest. Le lit original du fleuve dans la ville, relié avec le fleuve par un canal en aval du port fluvial, est donc devenu une darse, qui a pris le nom de « canal Alphonse-XIII ». Il a fallu attendre l'Exposition universelle de 1992 pour que la darse soit à nouveau partiellement ouverte vers le nord,.
Deux cours d'eau coulent donc à Séville : le fleuve Guadalquivir qui contourne la ville par l'ouest, et son ancienne darse, qui a gardé l'appellation de canal Alphonse XIII, qui la traverse du nord au sud.

## Aménagements et écologie

### Navigation
Le Guadalquivir est le seul grand fleuve d'Espagne vraiment navigable. La navigation n'est actuellement possible que jusqu'à Séville, mais les Romains remontaient jusqu'à Cordoue. Séville demeure un port maritime, même si Cadix, à une centaine de kilomètres de là, lui a depuis longtemps ravi la suprématie.

### Écologie
Ce fleuve abrite une espèce rare de poisson Squalius alburnoides qui est une espèce endémique de la péninsule espagnole (Portugal et sud de l'Espagne). Cette espèce est classée vulnérable par l'UICN. Ce poisson a la particularité d'être aneuploïde.

## Galerie

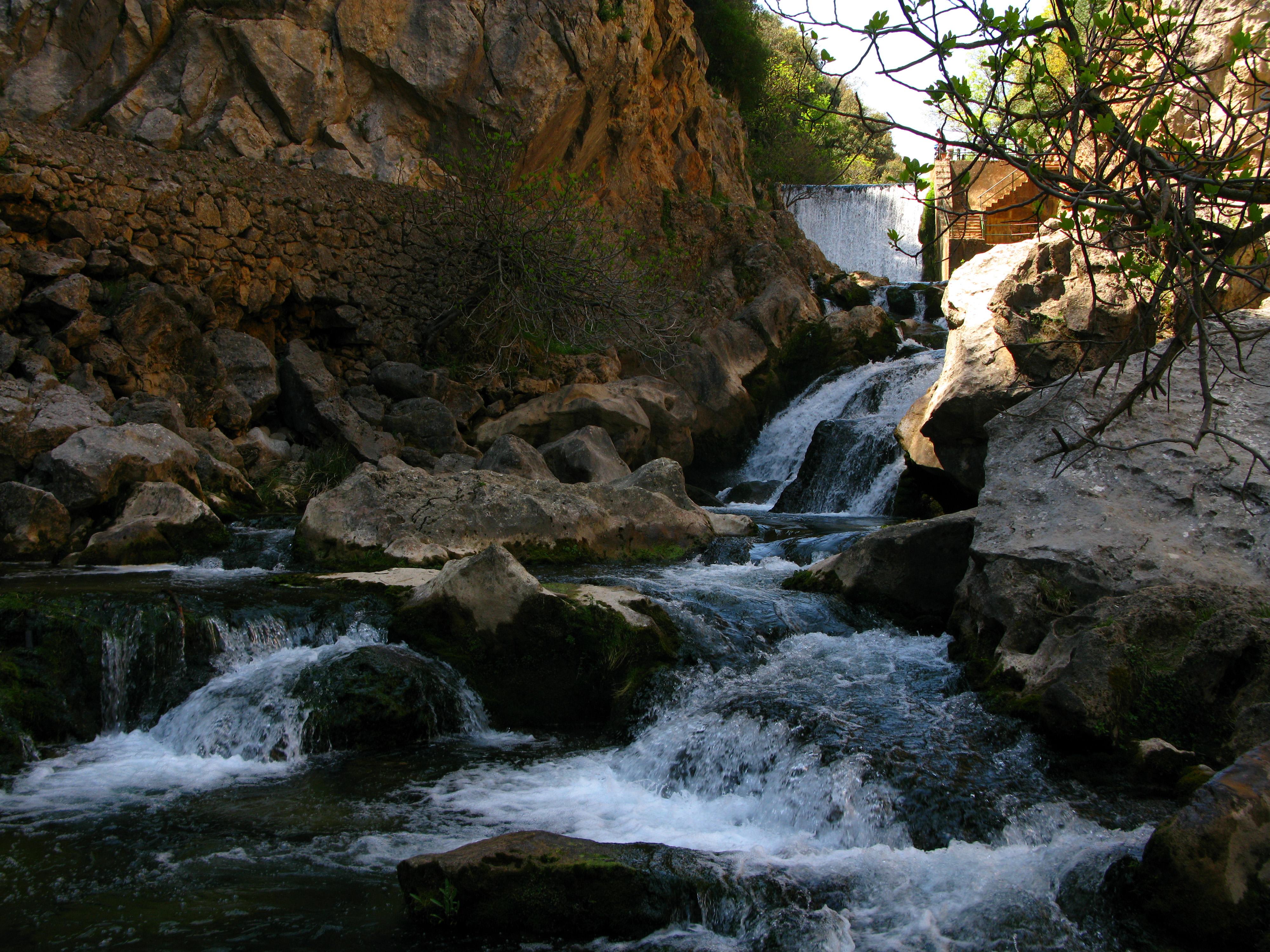
Parc naturel de la Sierra de Cazorla: cours supérieur du Guadalquivir à travers la Cerrada del Utrero.
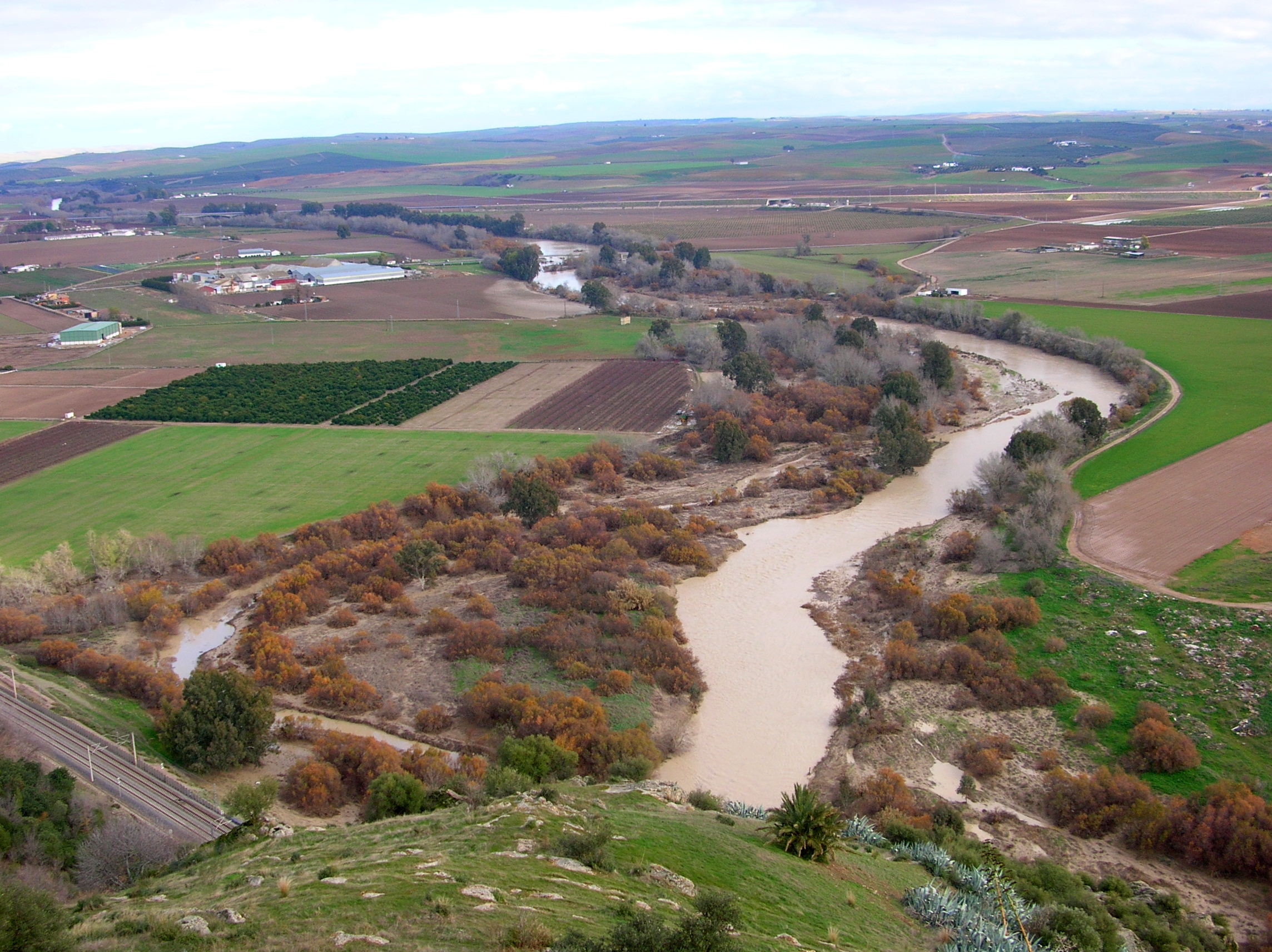
Le Guadalquivir vu d'Almodovar del Río (province de Cordoue).
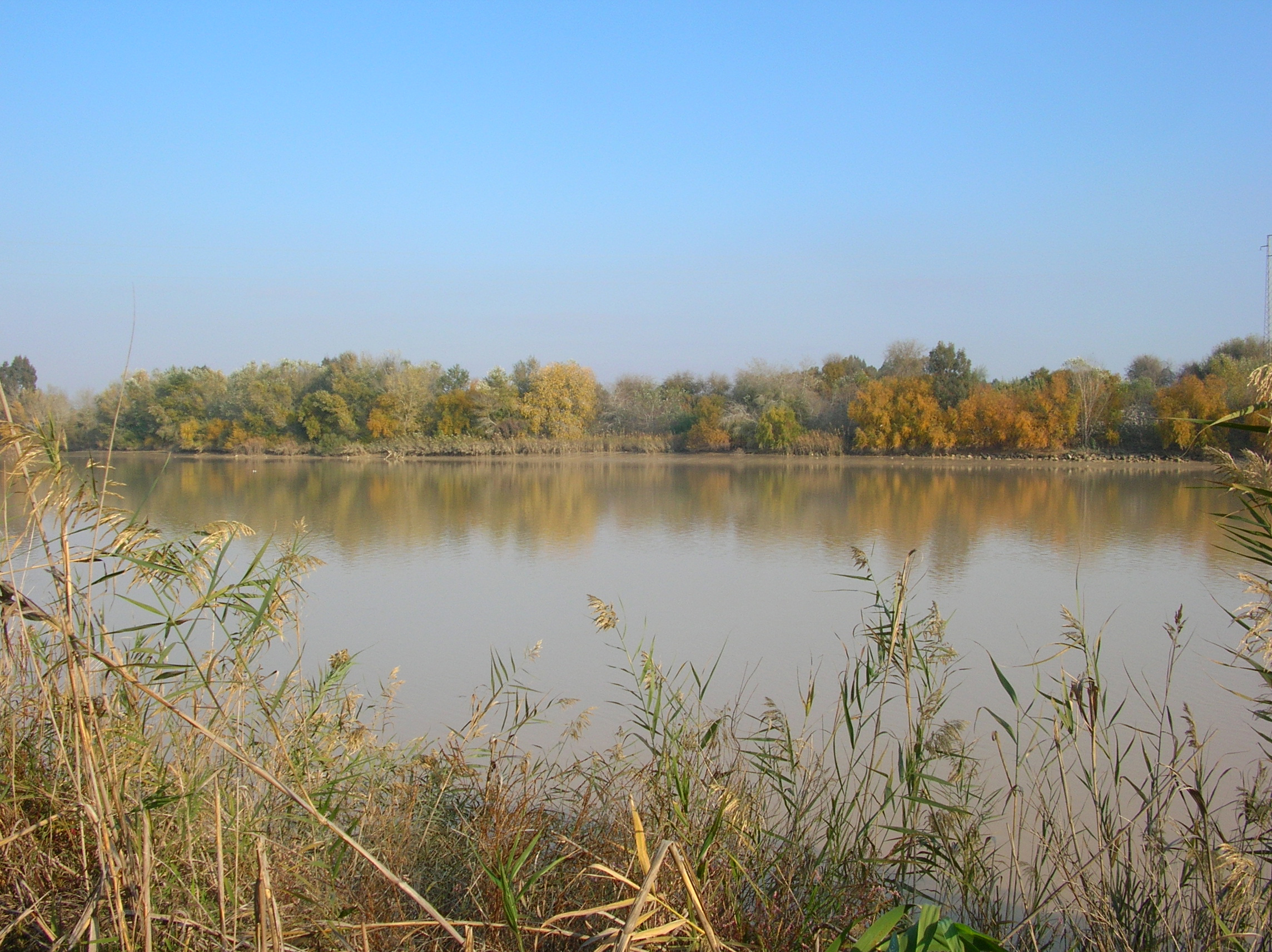
Le Guadalquivir au nord de Séville.
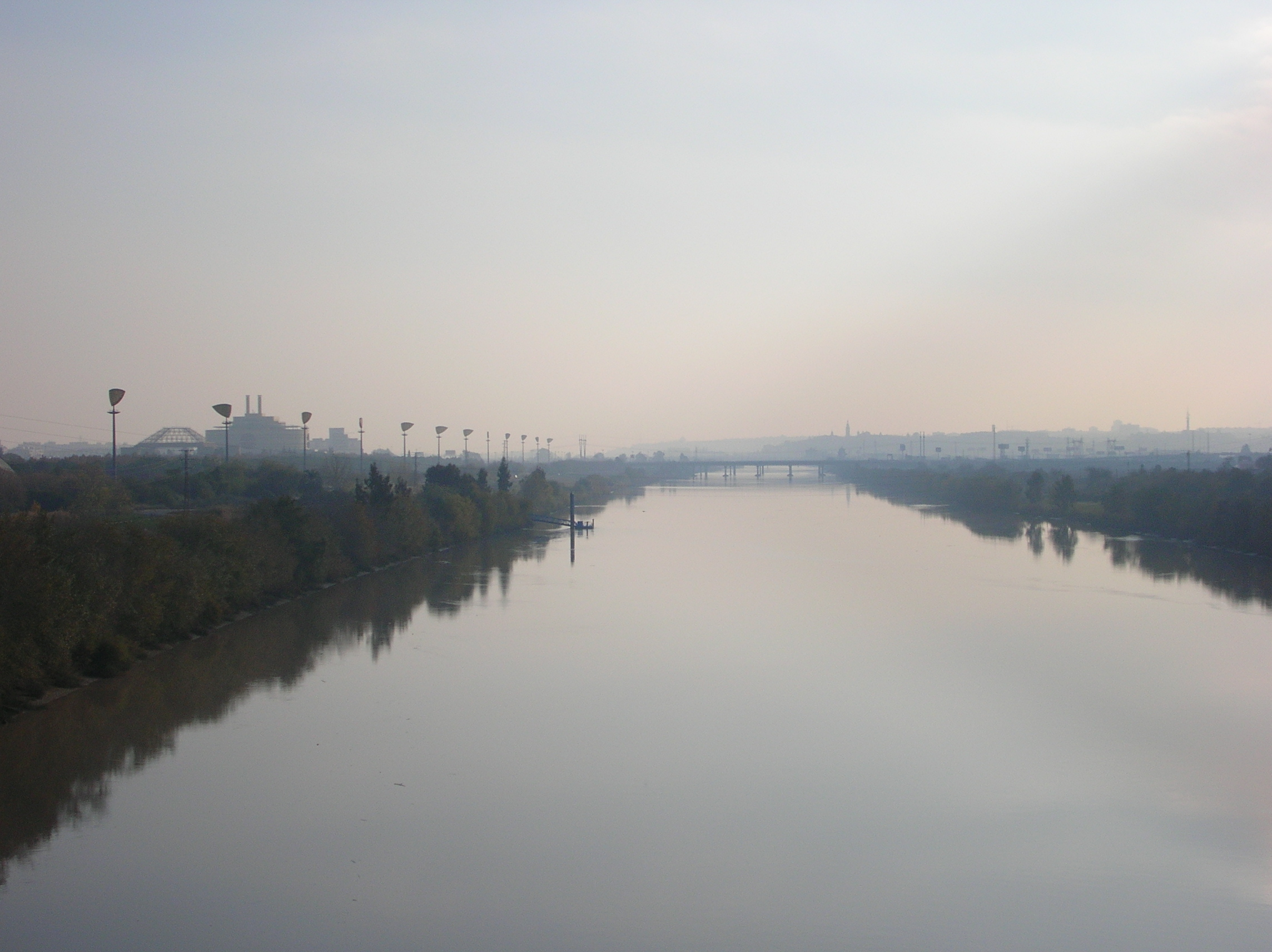
Le Guadalquivir à son passage à l'ouest de Séville.
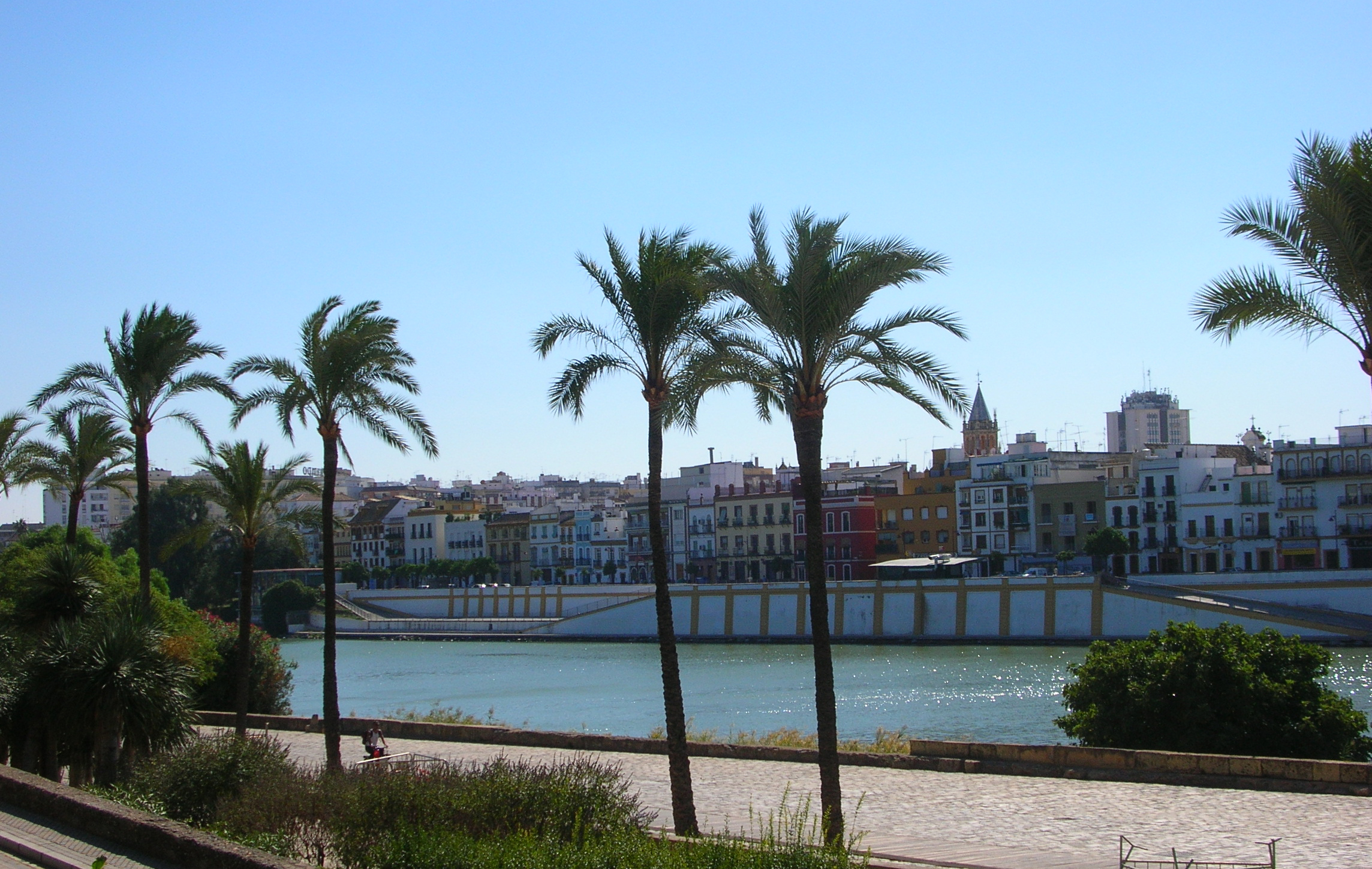
La darse du Guadalquivir qui traverse Séville.